# Château-Bernard
Pour les articles homonymes, voir Château (homonymie) et Bernard.
Château-Bernard est une commune française située géographiquement dans le Trièves, administrativement dans le département de l'Isère en région Auvergne-Rhône-Alpes, et autrefois rattachée à l'ancienne province du Dauphiné.
La commune, située dans le territoire du Trièves, un secteur de moyenne montagne, rural et assez peu peuplé, se positionne au pied du massif du Vercors et a adhéré à la Communauté de communes du Trièves qui regroupe 28 communes.

## Géographie

### Situation et description
La commune, traversée par le 45e parallèle nord, est de ce fait située à égale distance du pôle Nord et de l'équateur terrestre (environ 5 000 km).
Située au niveau du balcon est du Vercors, cette commune, qui est adhérente parc naturel régional du Vercors, est constituée de hameaux répartis à une altitude moyenne de 1 000 mètres. La commune fait également partie de l'aire urbaine de Grenoble.

### Communes limitrophes
| Corrençon-en-Vercors | Villard-de-Lans | Le Gua            |
|                      | Château-Bernard |                   |
| Saint-Andéol         | Saint-Guillaume | Miribel-Lanchâtre |

### Climat
Pour des articles plus généraux, voir Climat d'Auvergne-Rhône-Alpes et Climat de l'Isère.
En 2010, le climat de la commune est de type climat de montagne, selon une étude du Centre national de la recherche scientifique s'appuyant sur une série de données couvrant la période 1971-2000. En 2020, Météo-France publie une typologie des climats de la France métropolitaine dans laquelle la commune est exposée à un climat de montagne ou de marges de montagne et est dans une zone de transition entre les régions climatiques « Alpes du nord » et « Alpes du sud ».
Pour la période 1971-2000, la température annuelle moyenne est de 8,3 °C, avec une amplitude thermique annuelle de 16,1 °C. Le cumul annuel moyen de précipitations est de 1 164 mm, avec 10 jours de précipitations en janvier et 6,6 jours en juillet. Pour la période 1991-2020, la température moyenne annuelle observée sur la station météorologique de Météo-France la plus proche, « Monestier », sur la commune de Monestier-de-Clermont à 8 km à vol d'oiseau, est de 9,9 °C et le cumul annuel moyen de précipitations est de 1 062,6 mm,. Pour l'avenir, les paramètres climatiques de la commune estimés pour 2050 selon différents scénarios d'émission de gaz à effet de serre sont consultables sur un site dédié publié par Météo-France en novembre 2022.

### Voies de communication et transports
Le territoire communal est situé en dehors des grands axes routiers. La RD 242 la relie aux communes voisines de Saint-Andéol et de Gresse-en-Vercors.
La commune de Château-Bernard est desservie par la ligne Flexo 44 du réseau grenoblois à destination du Gua, et la ligne MON05 (ligne scolaire) et MON07 (transport à la demande) du réseau départemental à destination de Monestier-de-Clermont.

## Urbanisme

### Typologie
Au 1er janvier 2024, Château-Bernard est catégorisée commune rurale à habitat dispersé, selon la nouvelle grille communale de densité à sept niveaux définie par l'Insee en 2022.
Elle est située hors unité urbaine. Par ailleurs la commune fait partie de l'aire d'attraction de Grenoble, dont elle est une commune de la couronne,. Cette aire, qui regroupe 204 communes, est catégorisée dans les aires de 700 000 habitants ou plus (hors Paris),.

### Occupation des sols
L'occupation des sols de la commune, telle qu'elle ressort de la base de données européenne d’occupation biophysique des sols Corine Land Cover (CLC), est marquée par l'importance des forêts et milieux semi-naturels (77,2 % en 2018), en augmentation par rapport à 1990 (71,9 %). La répartition détaillée en 2018 est la suivante : 
forêts (51,4 %), espaces ouverts, sans ou avec peu de végétation (16,5 %), prairies (15,4 %), milieux à végétation arbustive et/ou herbacée (9,3 %), zones agricoles hétérogènes (6,1 %), zones urbanisées (1,3 %). L'évolution de l’occupation des sols de la commune et de ses infrastructures peut être observée sur les différentes représentations cartographiques du territoire : la carte de Cassini (XVIIIe siècle), la carte d'état-major (1820-1866) et les cartes ou photos aériennes de l'IGN pour la période actuelle (1950 à aujourd'hui).

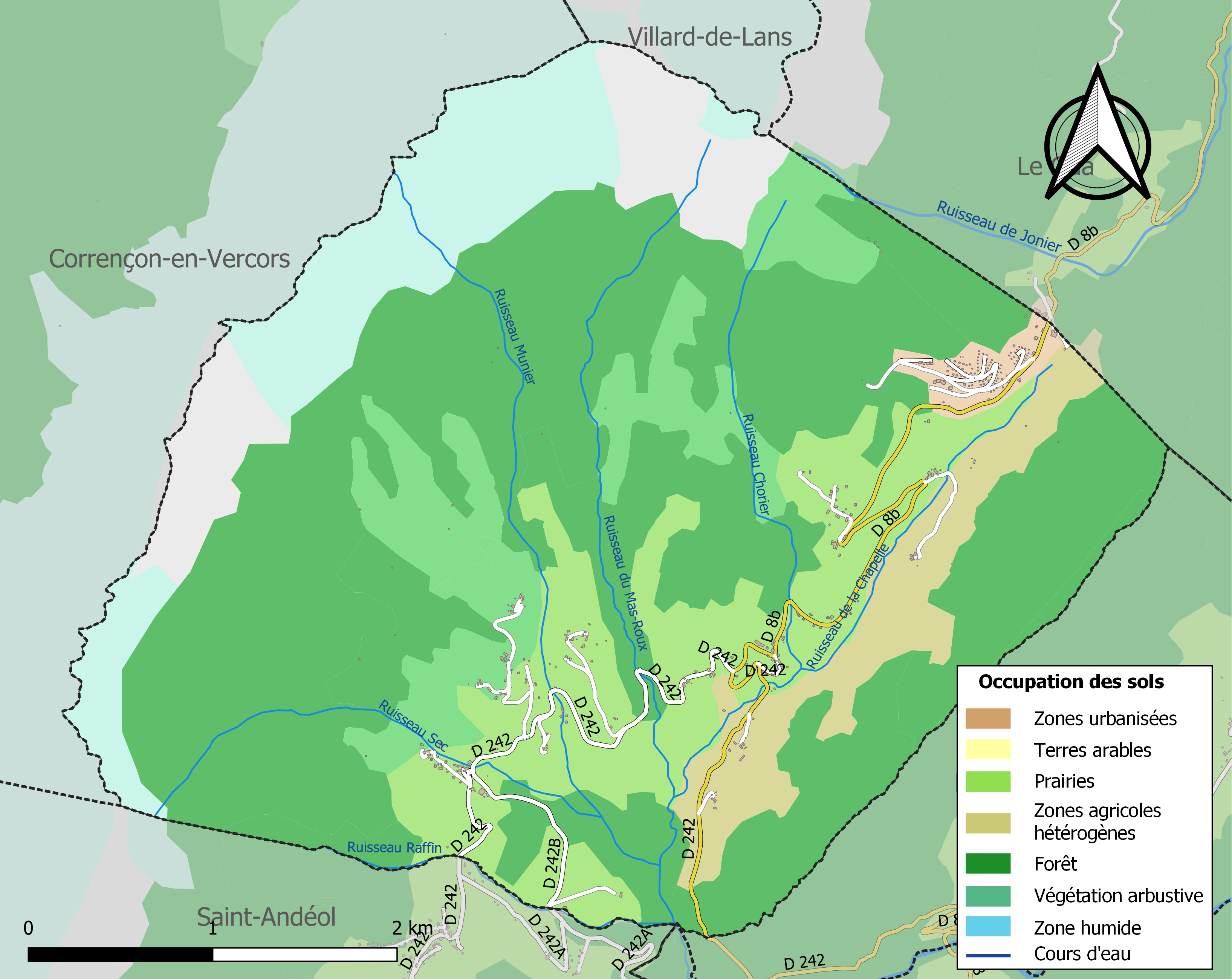
Carte des infrastructures et de l'occupation des sols de la commune en 2018 (CLC).

### Hameaux, lieux-dits et écarts
Salicon, Puy Trangouillat, Mas Roux, Morinaire, Puy Grimaud, Liverset, la Combe, la Chainevarie, Champ Pialat, Mazetaire, le col de l'Arzelier

### Risques naturels

#### Risques sismiques
La totalité du territoire de la commune de Château-Bernard est situé en zone de sismicité no 4, comme la totalité des communes de cette partie du massif du Vercors.
| Type de zone | Niveau            | Définitions (bâtiment à risque normal) |
| ------------ | ----------------- | -------------------------------------- |
| Zone 4       | Sismicité moyenne | accélération = 1,6 m/s2                |

## Histoire

### Époque contemporaine
En 1822, la commune de Miribel-et-Château-Bernard fut administrativement supprimée pour constituer celles de Château-Bernard et de Miribel-Lanchâtre.

## Politique et administration

### Liste des maires
| Période                                  | Période                   | Identité              | Étiquette | Qualité |
| ---------------------------------------- | ------------------------- | --------------------- | --------- | --- |
| mars 2001                                | décembre 2017 (démission) | Frédérique Puissat    | UMP-LR    | Présidente de la communauté de communes du canton de Monestier de Clermont Vice-Présidente de LR en Isère Conseillère départementale depuis 2015 Ancienne conseillère générale du Canton de Monestier-de-Clermont (2011-2015) Sénatrice |
| décembre 2017                            | 2020                      | Jacques Postoly       |           | |
| 2020                                     | En cours                  | Lydia Palazzi-Vallier |           | |
| Les données manquantes sont à compléter. |                           |                       |           | |

## Population et société

### Démographie
L'évolution du nombre d'habitants est connue à travers les recensements de la population effectués dans la commune depuis 1831. Pour les communes de moins de 10 000 habitants, une enquête de recensement portant sur toute la population est réalisée tous les cinq ans, les populations de référence des années intermédiaires étant quant à elles estimées par interpolation ou extrapolation. Pour la commune, le premier recensement exhaustif entrant dans le cadre du nouveau dispositif a été réalisé en 2007.

En 2022, la commune comptait 286 habitants, en évolution de +5,15 % par rapport à 2016 (Isère : +3,07 %, France hors Mayotte : +2,11 %).
| 1831 | 1836 | 1841 | 1846 | 1851 | 1856 | 1861 | 1866 | 1872 |
| ---- | ---- | ---- | ---- | ---- | ---- | ---- | ---- | ---- |
| 401  | 444  | 435  | 439  | 449  | 443  | 407  | 409  | 408  |

| 1876 | 1881 | 1886 | 1891 | 1896 | 1901 | 1906 | 1911 | 1921 |
| ---- | ---- | ---- | ---- | ---- | ---- | ---- | ---- | ---- |
| 385  | 391  | 415  | 335  | 326  | 280  | 245  | 214  | 192  |

| 1926 | 1931 | 1936 | 1946 | 1954 | 1962 | 1968 | 1975 | 1982 |
| ---- | ---- | ---- | ---- | ---- | ---- | ---- | ---- | ---- |
| 186  | 171  | 179  | 186  | 182  | 125  | 107  | 147  | 131  |

| 1990 | 1999 | 2006 | 2007 | 2012 | 2017 | 2022 | - | - |
| ---- | ---- | ---- | ---- | ---- | ---- | ---- | - | - |
| 134  | 168  | 265  | 279  | 289  | 267  | 286  | - | - |

### Enseignement
La commune est rattachée à l'académie de Grenoble.

### Médias
Historiquement, le quotidien à grand tirage Le Dauphiné libéré consacre, chaque jour, y compris le dimanche, dans son édition de l'Isère-Sud, un ou plusieurs articles à l'actualité de la communauté de communes, ainsi que des informations sur les éventuelles manifestations locales, les travaux routiers, et autres événements divers à caractère local.
La commune est située sur l'aire de diffusion de radio Ici Isère, une radio publique qui émet sur tout le territoire du département de l'Isère.

### Cultes
L'église (propriété de la commune) et la communauté catholique de Château-Bernard dépendent de la paroisse Notre-Dame d'Esparron (Relais de la Croix du Serpaton), elle-même rattachée au diocèse de Grenoble-Vienne.

## Économie
Le développement de la commune est basé sur l’élevage, le tourisme et ses ressources forestières.

## Culture et patrimoine

### Patrimoine religieux
- Église Saint-Laurent.

### Patrimoine civil
- Château fort de Château-Bernard, du XIIe siècle[20].
- Statue de Notre-Dame-du-Désert[20].

### Personnalités liées à la commune
- Yves Lucchesi (1915-1947), pilote, Compagnon de la Libération. Mort dans le crash aérien du 14 mars 1947 sur le territoire de la commune.

### Héraldique
|  | Château-Bernard possède des armoiries dont l'origine et le blasonnement exact ne sont pas disponibles. |